# Joan Jett Blakk
Terence Alan Smith, également connu sous le nom de Joan Jett Blakk, est un activiste, candidat politique et drag queen de Détroit, Michigan. Il est aussi un acteur et écrivain afro-américain. C'est sous le nom de son alter ego drag queen Joan Jett Blakk, qu'il se fait connaître pour la première fois lorsqu'elle se présente à la présidence des États-Unis en 1992.

## Carrière
Smith commence à se produire en tant que drag queen en 1974. Décrivant lui-même son drag comme un mélange de Divine, David Bowie et Grace Jones, il nomme son alter ego Joan Jett Blakk.
En 1991, Smith, sous le nom de Blakk, se présente contre Richard M. Daley pour le poste de maire de Chicago, dans l'Illinois. La campagne est relatée dans la vidéo Drag in for Votes de 1991. Mise en avant par la presse locale, elle fait la couverture du Chicago magazine New City au côté du maire sortant. Son intention n'est pas de gagner l'élection mais d'attirer l'attention sur l'épidémie du SIDA et les droits des personnes LGBT
Pour fêter son 35e anniversaire, Smith annonce une campagne pour la présidence en 1992 sous le slogan « Lick Bush in '92! ». Cette campagne est documentée dans la vidéo de 1993 du même nom. C'est cette campagne qui le fait connaitre nationalement, ainsi que son parti politique le Queer Nation Party, avec lequel il mène chacune de ses campagnes, toujours sous son identité drag. La campagne présidentielle de Joan Jett Black est une campagne satirique qui propose par exemple de renommer la Maison blanche « Maison Lavande ». En juillet 1992, sa candidature officielle est annoncée à la Convention nationale démocrate, où Smith réussi à s'introduire avec une carte de presse, afin de se changer dans les toilettes en Joan Jett Black et de faire l'annonce. C'est la première fois qu'une personne annonce elle-même sa candidature présidentielle à cette convention.
Smith se présente également à l'élection présidentielle de 1996 avec le slogan « Lick Slick Willie in '96! ». Cette fois elle se présente sur une liste de son propre parti, le Blakk Pantsuit Party. Elle remporte une primaire de l'Iowa.
Après la campagne de 1992, Smith s'installe à San Francisco, en Californie, et rejoint la troupe de comédie afro-américaine « Pomo Afro Homos ». Il lance son talk-show Late Nite avec Joan Jett Blakk à la Kiki Gallery. Le talk-show présente des personnalités locales et nationales en rapport avec la communauté LGBTQI+.
En 1999, Smith, toujours sous le nom de Blakk, annonce son intention de se présenter à la mairie de San Francisco contre le titulaire Willie Brown.

## Prix et médias
En juin 2019, une pièce basée sur la campagne présidentielle de Smith en 1992, intitulée Ms. Blakk for President, est écrite par Tarell Alvin McCraney et Tina Landau. Elle est créée au Steppenwolf Theatre de Chicago avec McCraney dans le rôle phare de Blakk.
En novembre 2019, Smith reçoit le Queer Art Prize for Sustained Achievement pour la « campagne présidentielle mémorable de Joan Jett Blakk et pour son puissant dévouement à la vie des communautés noires et LGBTQ+ à travers le pays ».
Un court documentaire mettant en vedette Smith est présenté en première au SXSW en mars 2021. En août 2021, la réalisatrice Whitney Skauge et Smith reçoivent le Outfest : Los Angeles LGBTQ Film Festival Special Programming Award : Freedom, « pour leur collaboration sur le court métrage documentaire The Beauty President, une réflexion sur l'héritage d'une jeune drag queen noire qui, au plus fort de la crise du sida, s'est effrontément présentée contre George H. W. Bush à la présidence avec le Queer Nation Party en 1992. ». En octobre 2021, le film est diffusé en ligne sur le site des LA Times Studios.